# Pechtnersreuth
Pechtnersreuth ist ein Gemeindeteil der Stadt Waldsassen im oberpfälzischen Landkreis Tirschenreuth.

## Geografie
Das nach Waldsassen eingemeindete Dorf liegt im Kohlwald unmittelbar an der deutsch-tschechischen Landesgrenze und ist die nördlichste Siedlung der Oberpfalz. In diesem typischen Bauerndorf befinden sich nur einige wenige Gehöfte. Im Jahr 1970 lebten 70 Einwohner in Pechtnersreuth, 1987 waren es 60.
Sehenswert ist die in der Nähe von Pechtnersreuth stehende Weiße Marter, eine barocke Bildsäule mit der Darstellung der Heiligen Dreifaltigkeit. Sie wurde nach einem Gelübde des Egerer Bürgers Johannes Adler anlässlich seiner Errettung vor einem geplanten Raubmord am Weg zur Ortschaft Münchenreuth aufgestellt und im Jahr 1713 geweiht.  
Neben der Weißen Marter steht eine mächtige Linde.

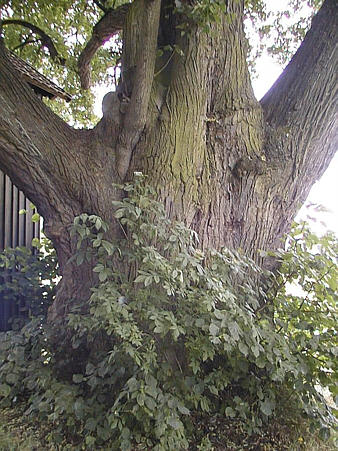
Mächtige Linde neben der „Weißen Marter“

## Persönlichkeiten
- Joseph Pözl (1814–1881), bayerischer Landtagspräsident
- Karl Männer (1911–1980), Heimatpfleger

## Baudenkmäler
- Liste der Baudenkmäler in Pechtnersreuth